# 琉球兰嵌马蓝
琉球兰嵌马蓝（学名：Strobilanthes tashiroi）是爵床科马蓝属的植物。分布在台湾、日本等地，生长于海拔800米至2,900米的地区，目前尚未由人工引种栽培。

## 异名
- Gutzlaffia henryi (Hemsl.) C. B. Clarke ex S. Moore
- Gutzlaffia yunnanensis C. B. Clarke